# Acceleratore di andatura

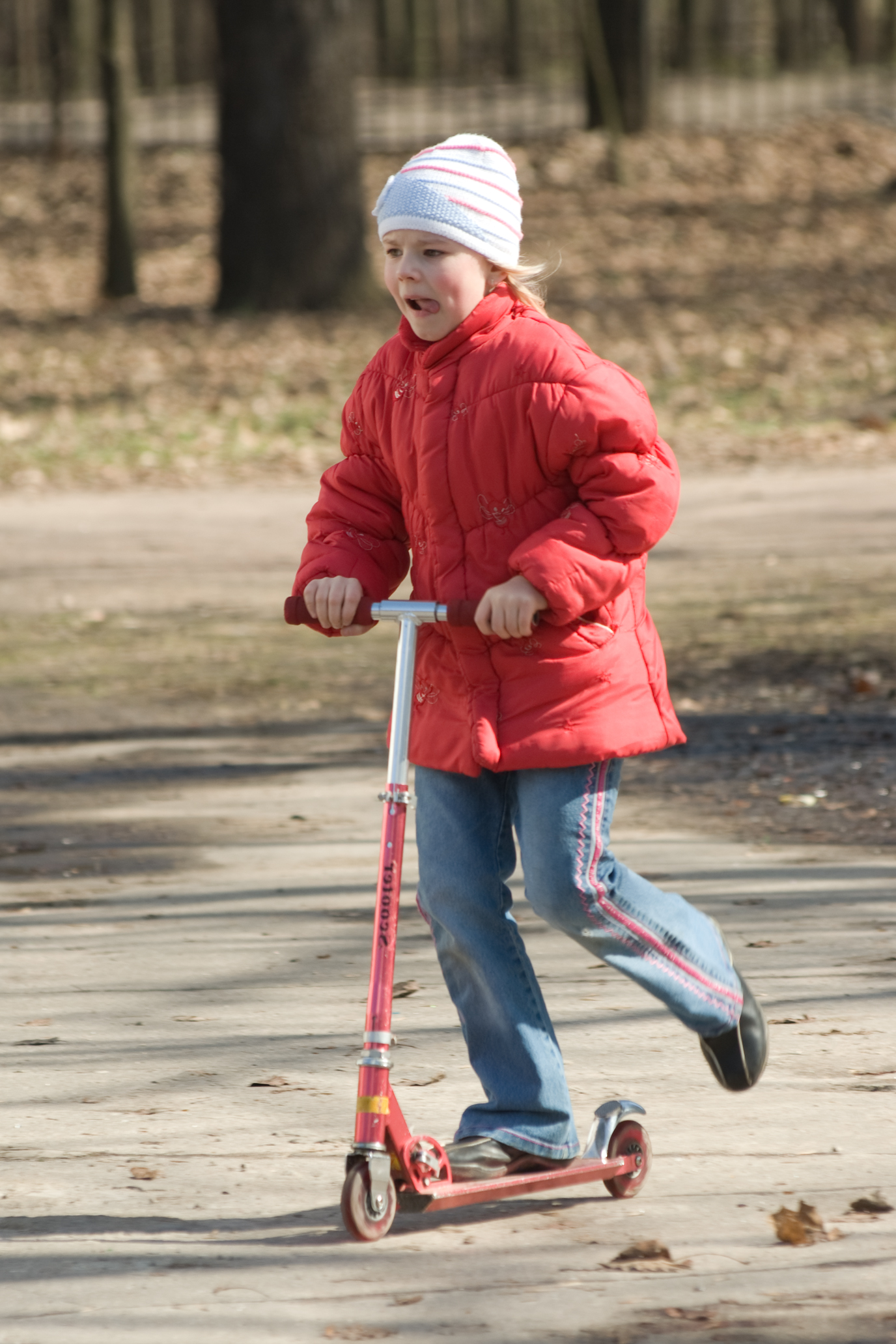
Il monopattino rientra tra gli acceleratori d'andatura

Il termine acceleratore di andatura o acceleratore di velocità indica un gruppo di mezzi di trasporto col cui uso un utilizzatore può guadagnare una velocità (un'andatura) maggiore del semplice camminare a piedi. Vi si fa riferimento nelle norme del codice della strada italiano.

## Tipi

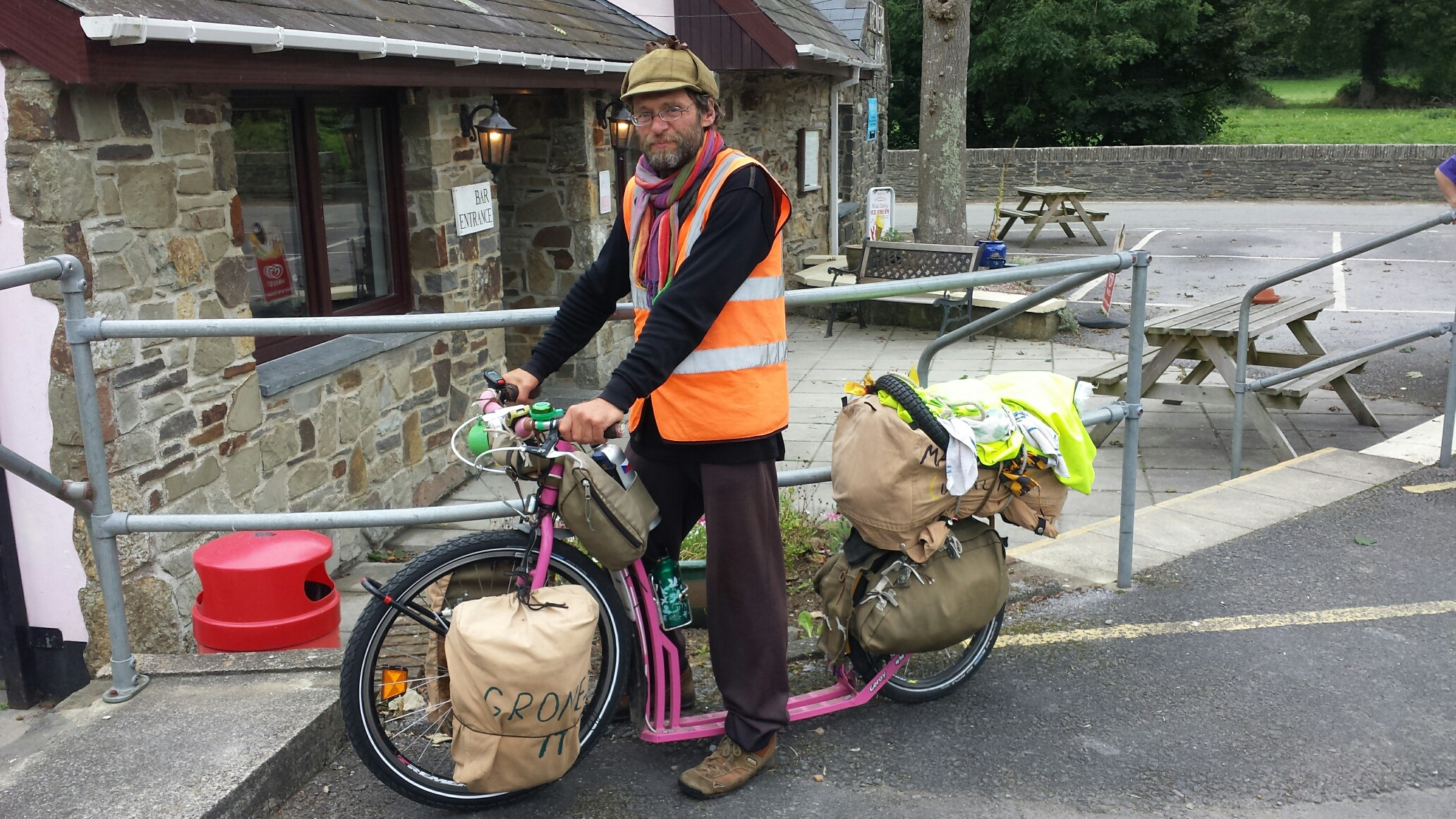
Footbike da turismo
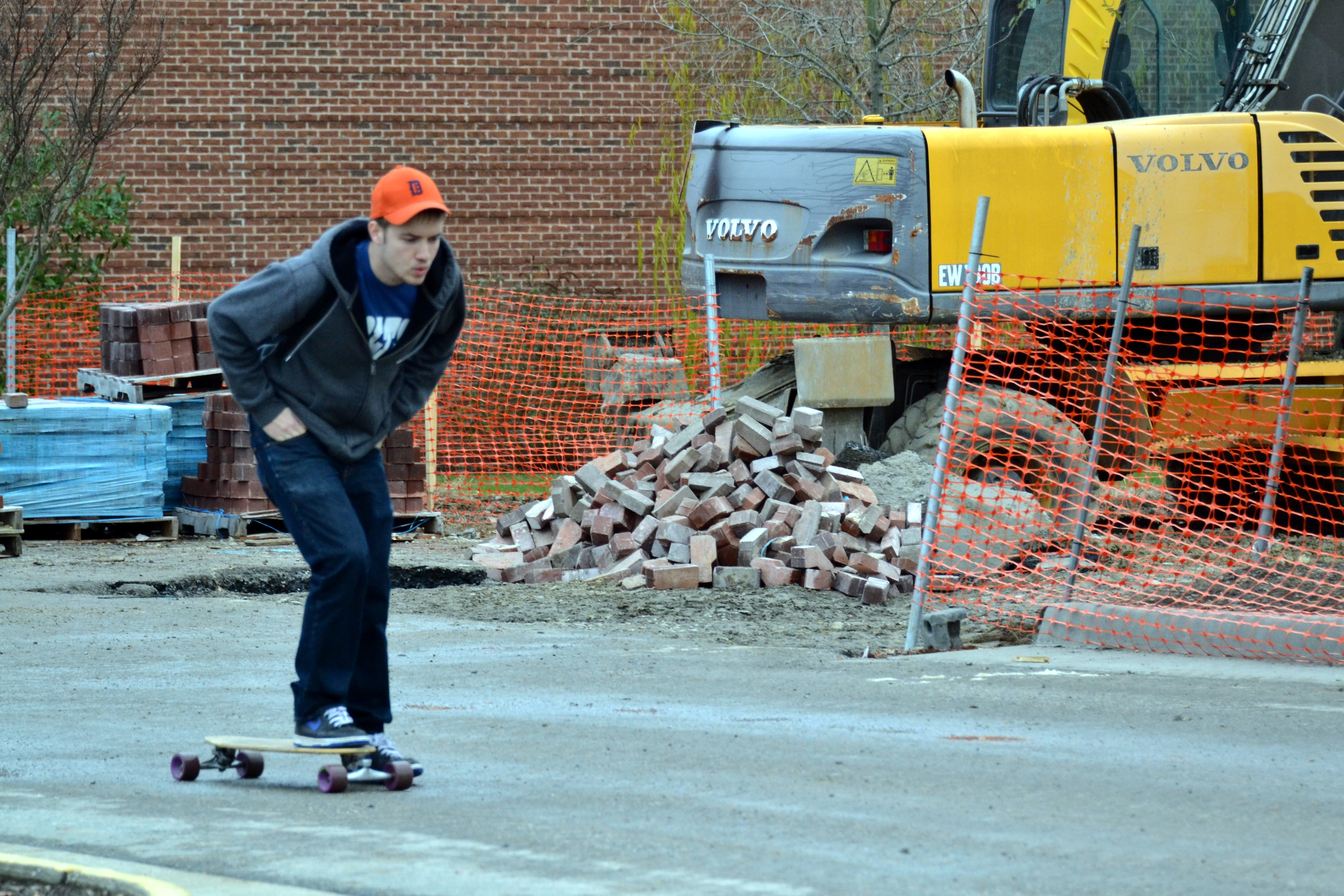
Skateboard
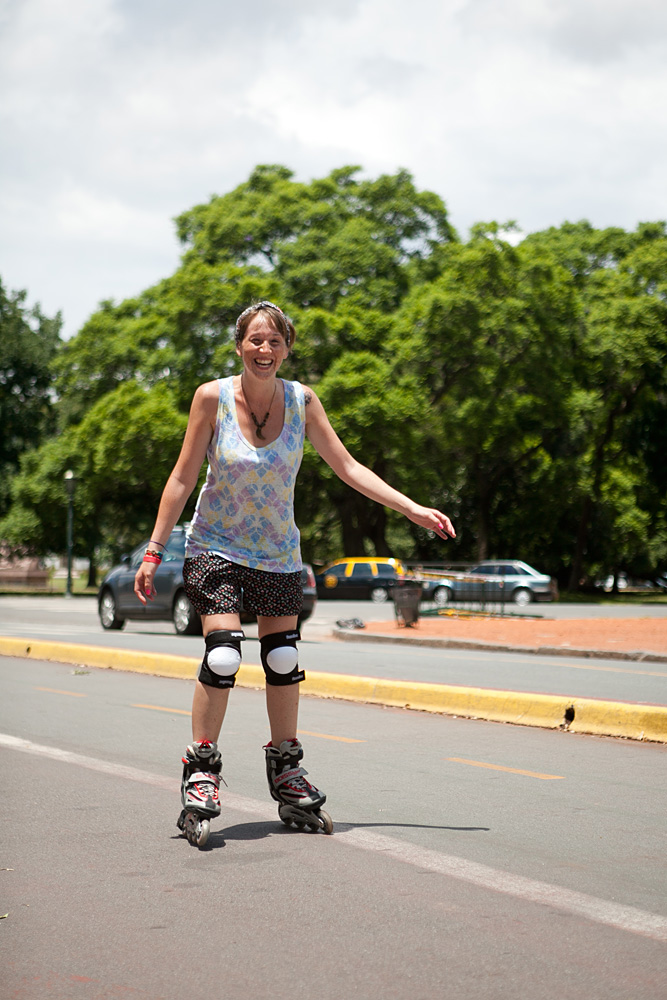
Pattini
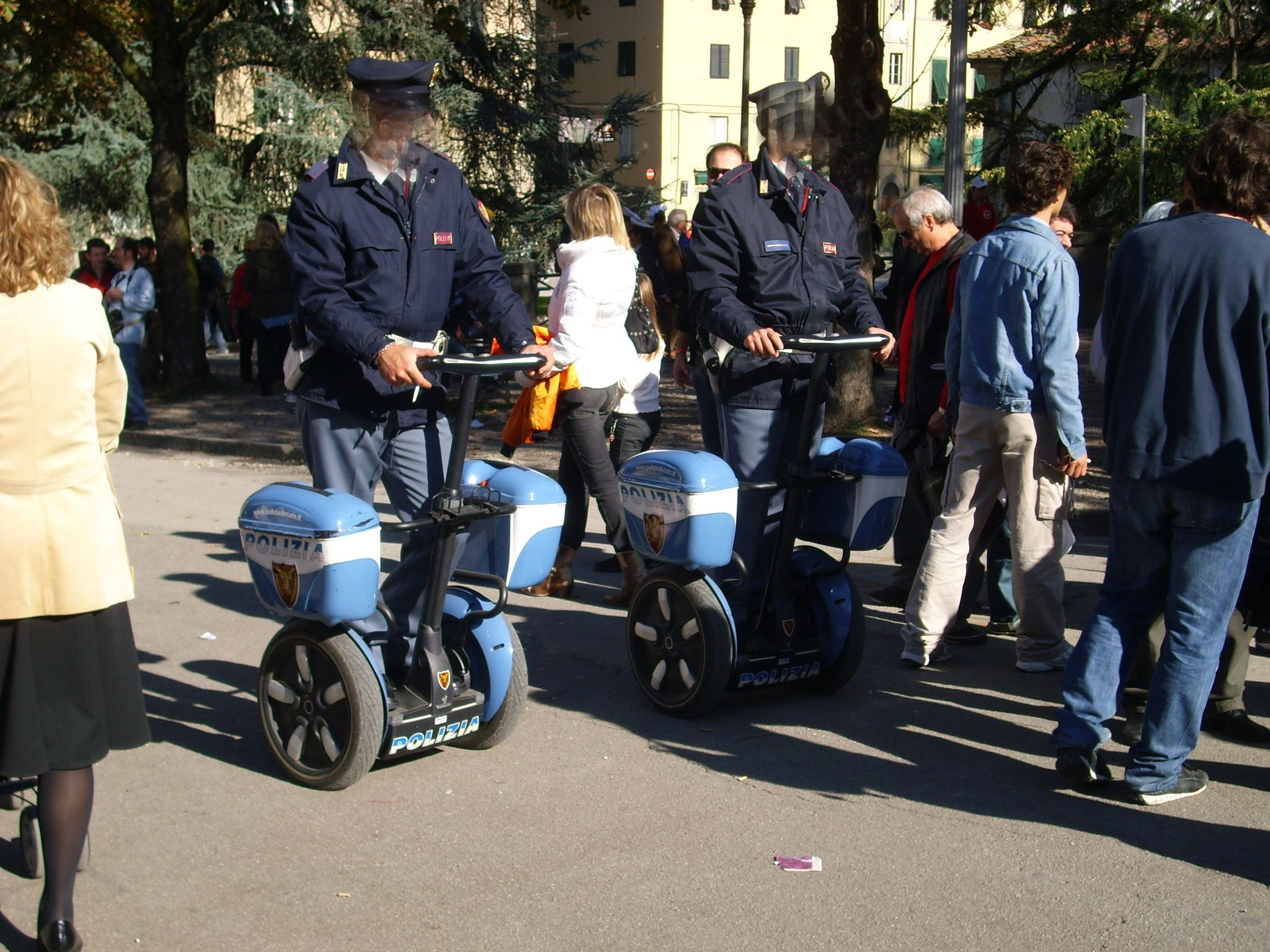
Segway in dotazione alla Polizia italiana
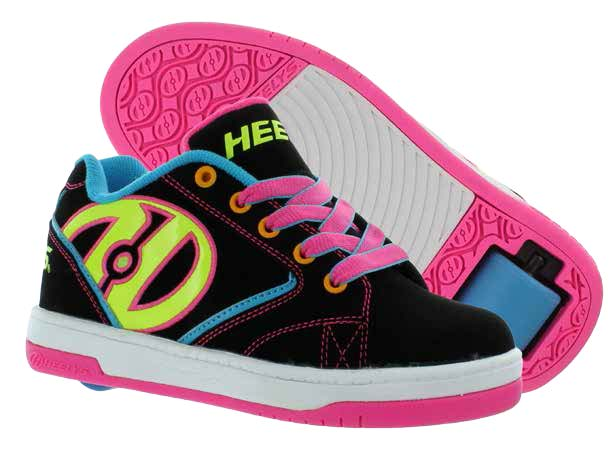
Heelys (scarpe con ruota sotto al tallone)
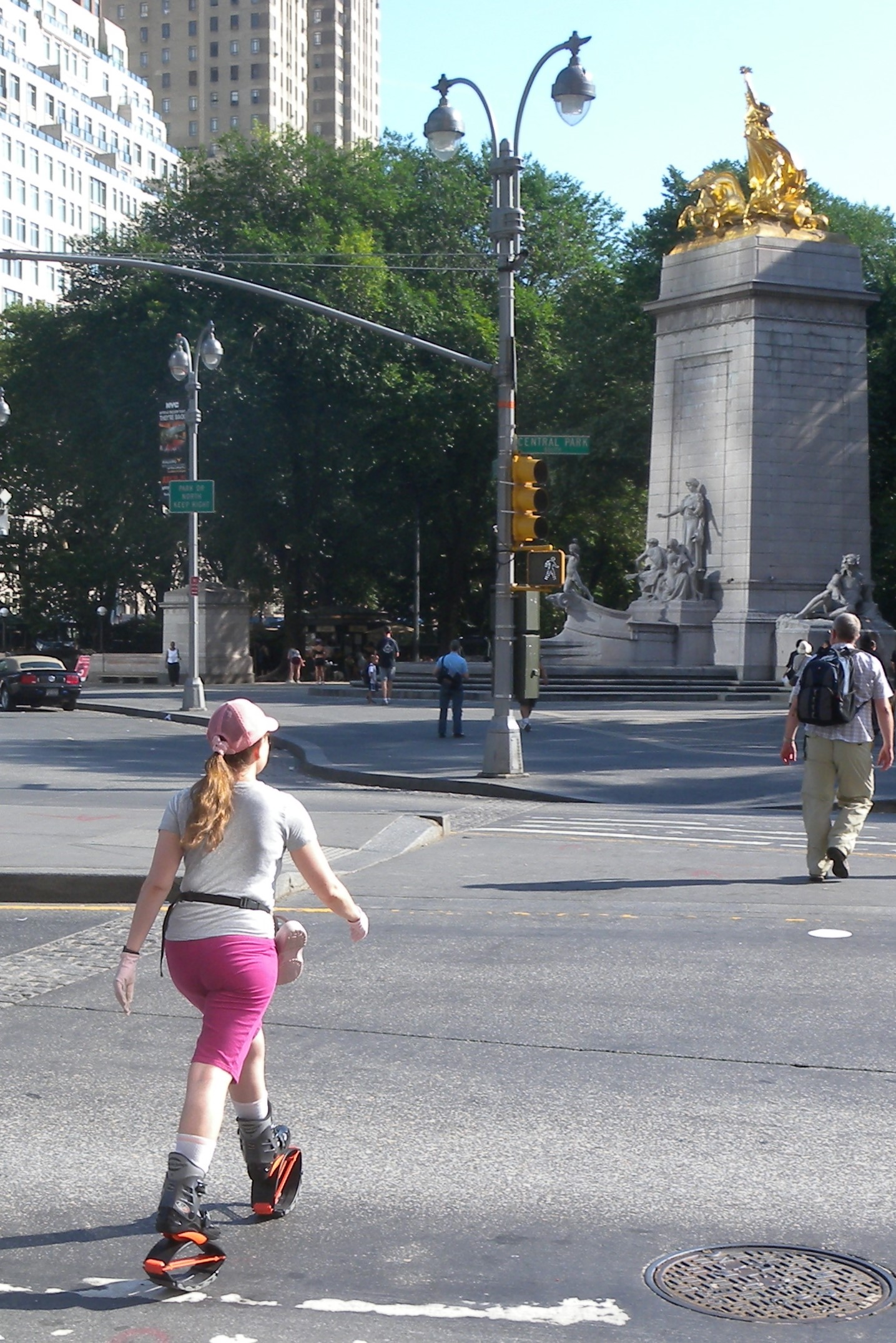
Kangoo Jump
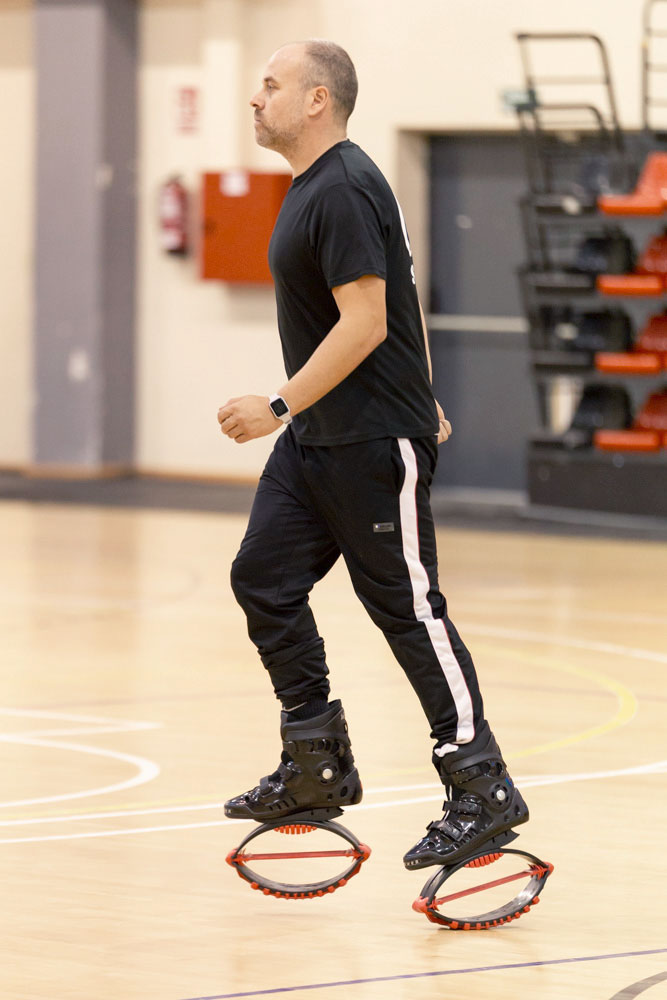
Jumpers
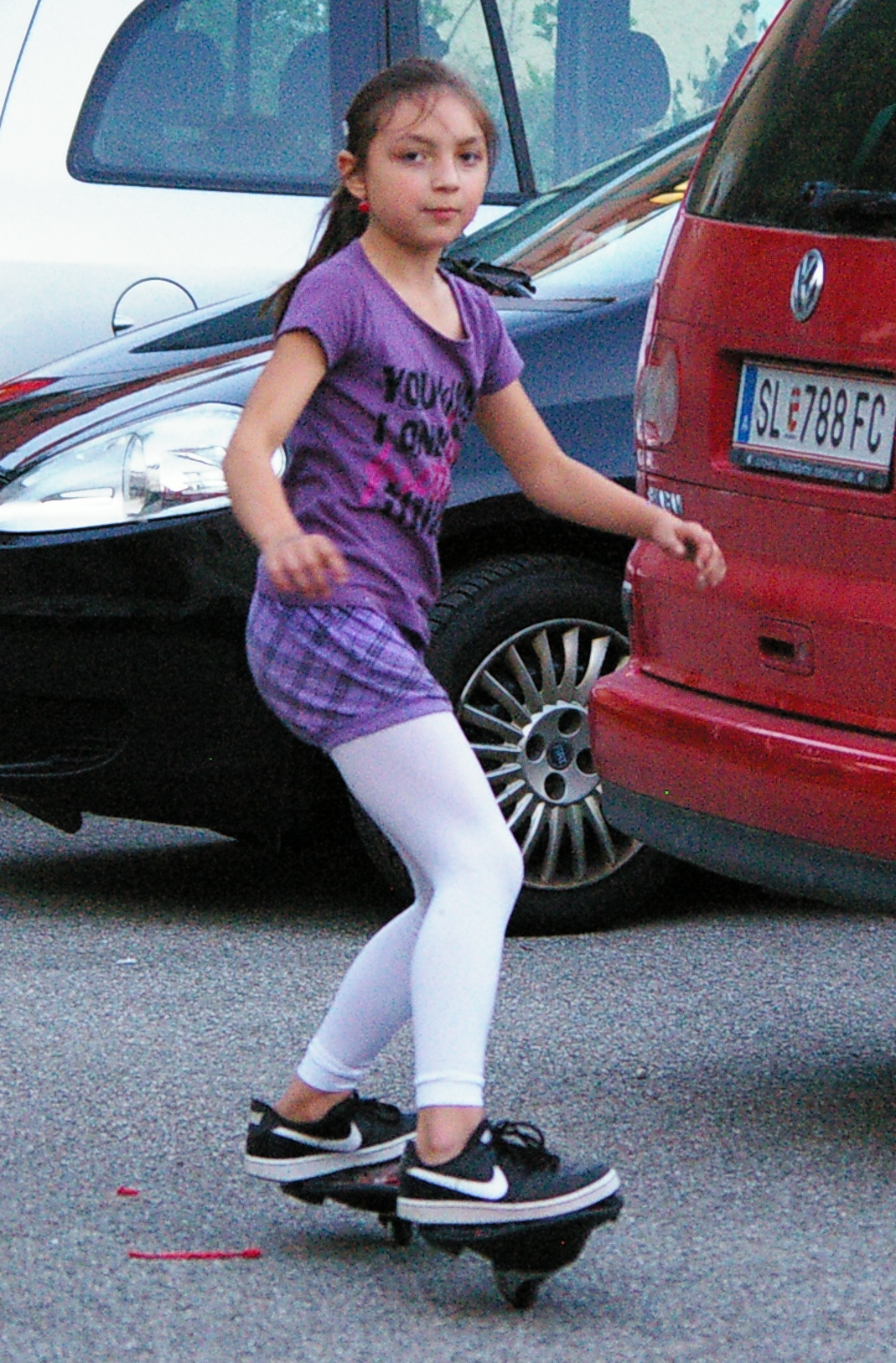
WaveBoard
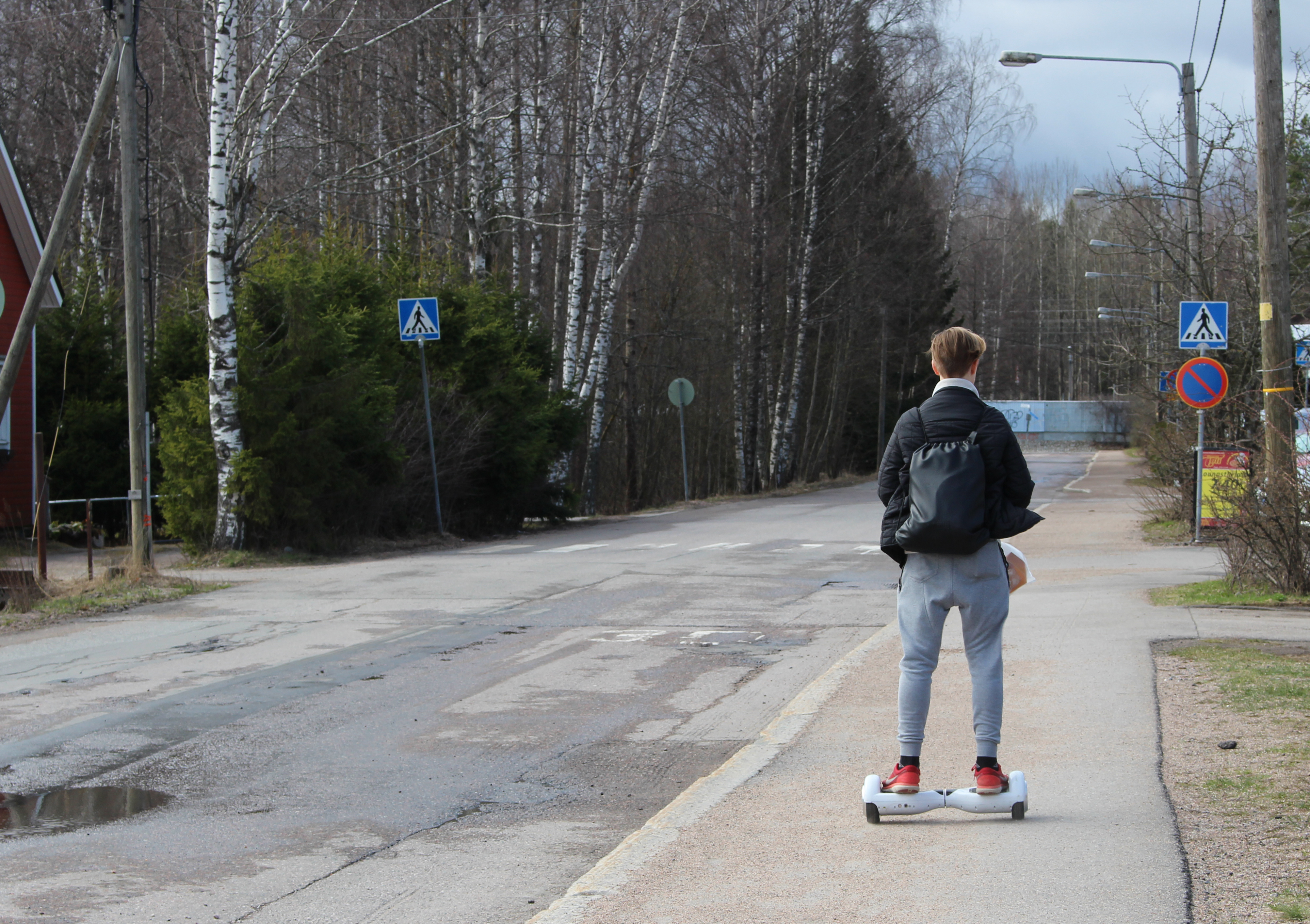
Scooter elettrico autobilanciato (Hoverboard)
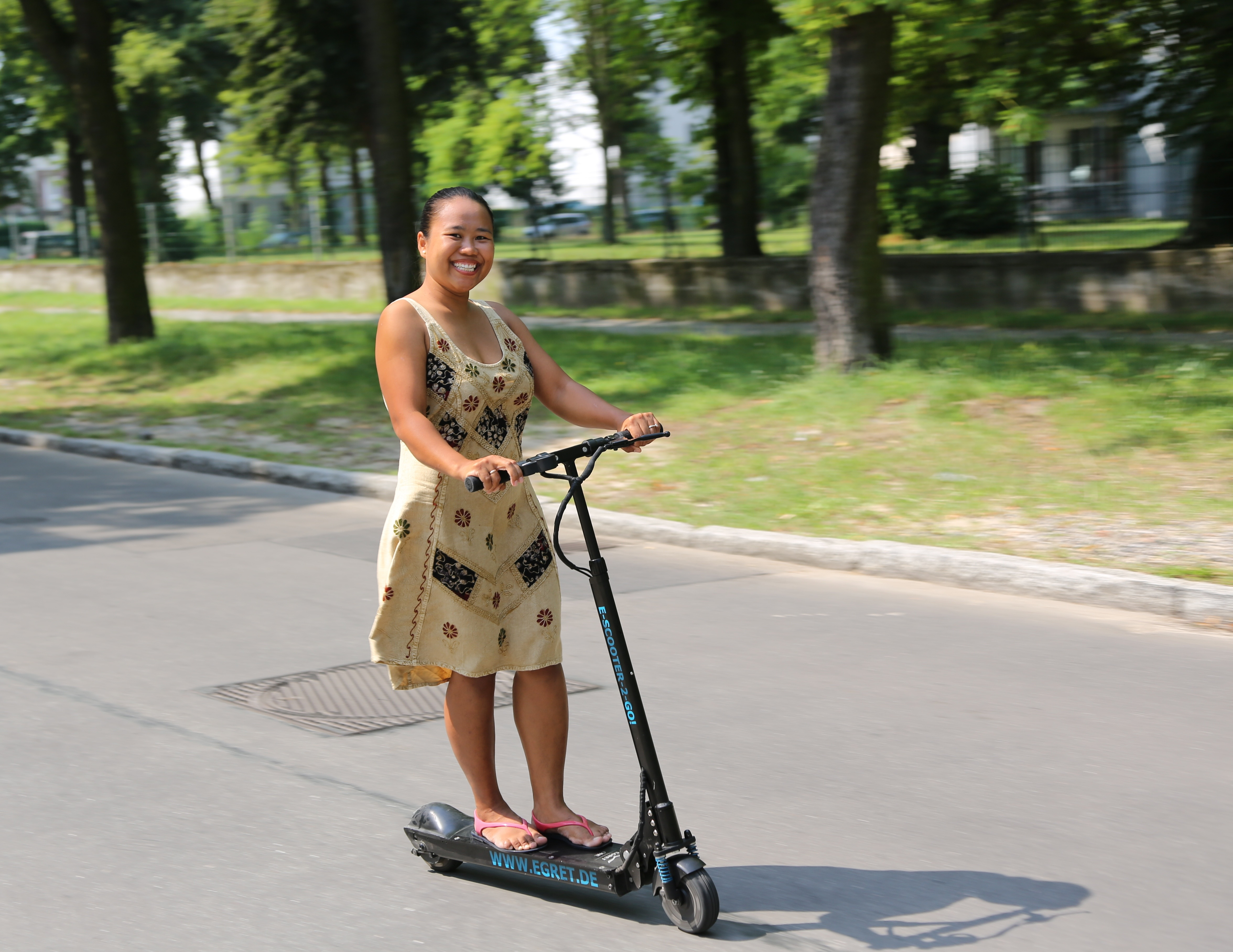
Monopattino elettrico
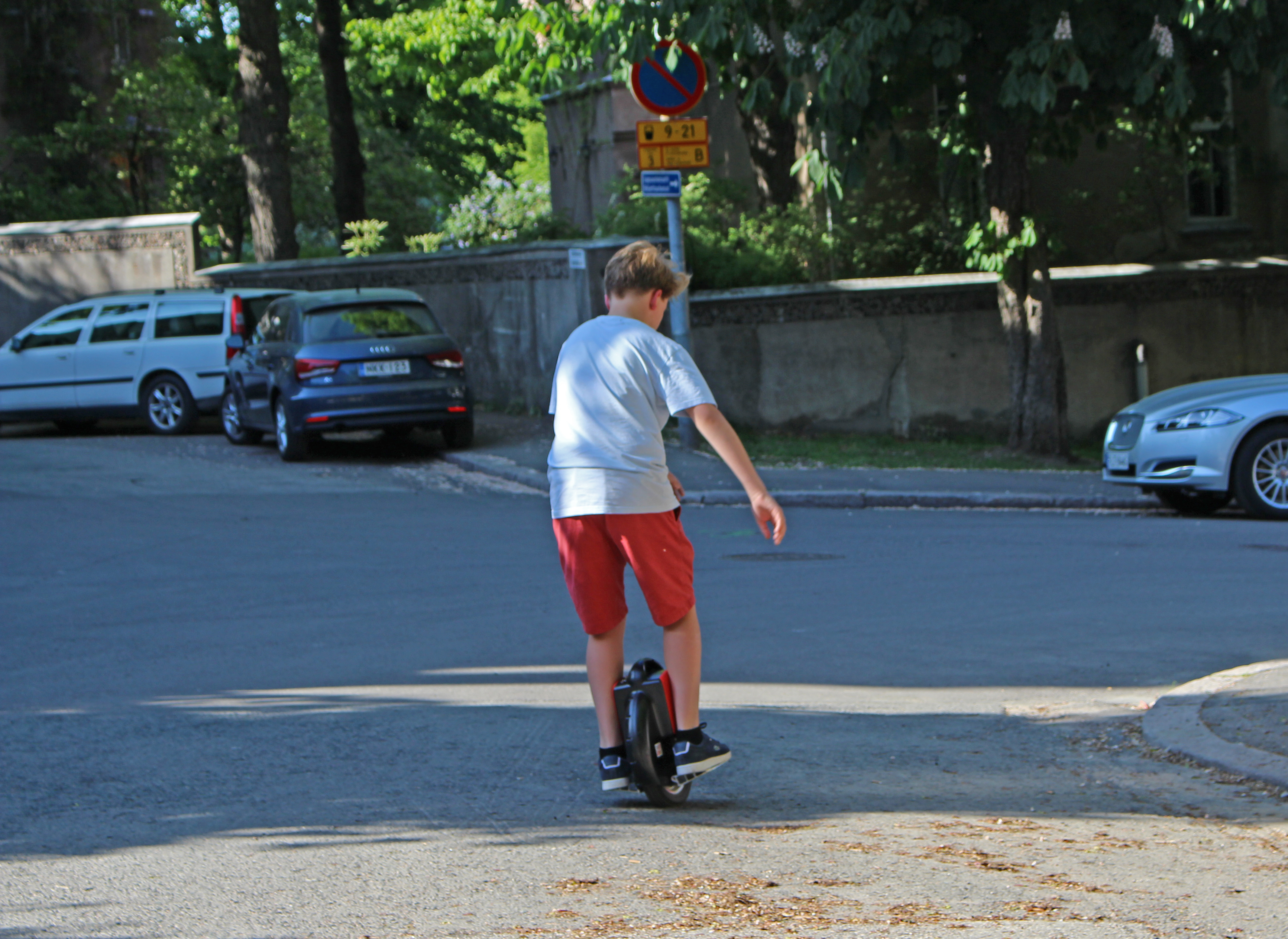
Monociclo elettrico detto anche monoruota
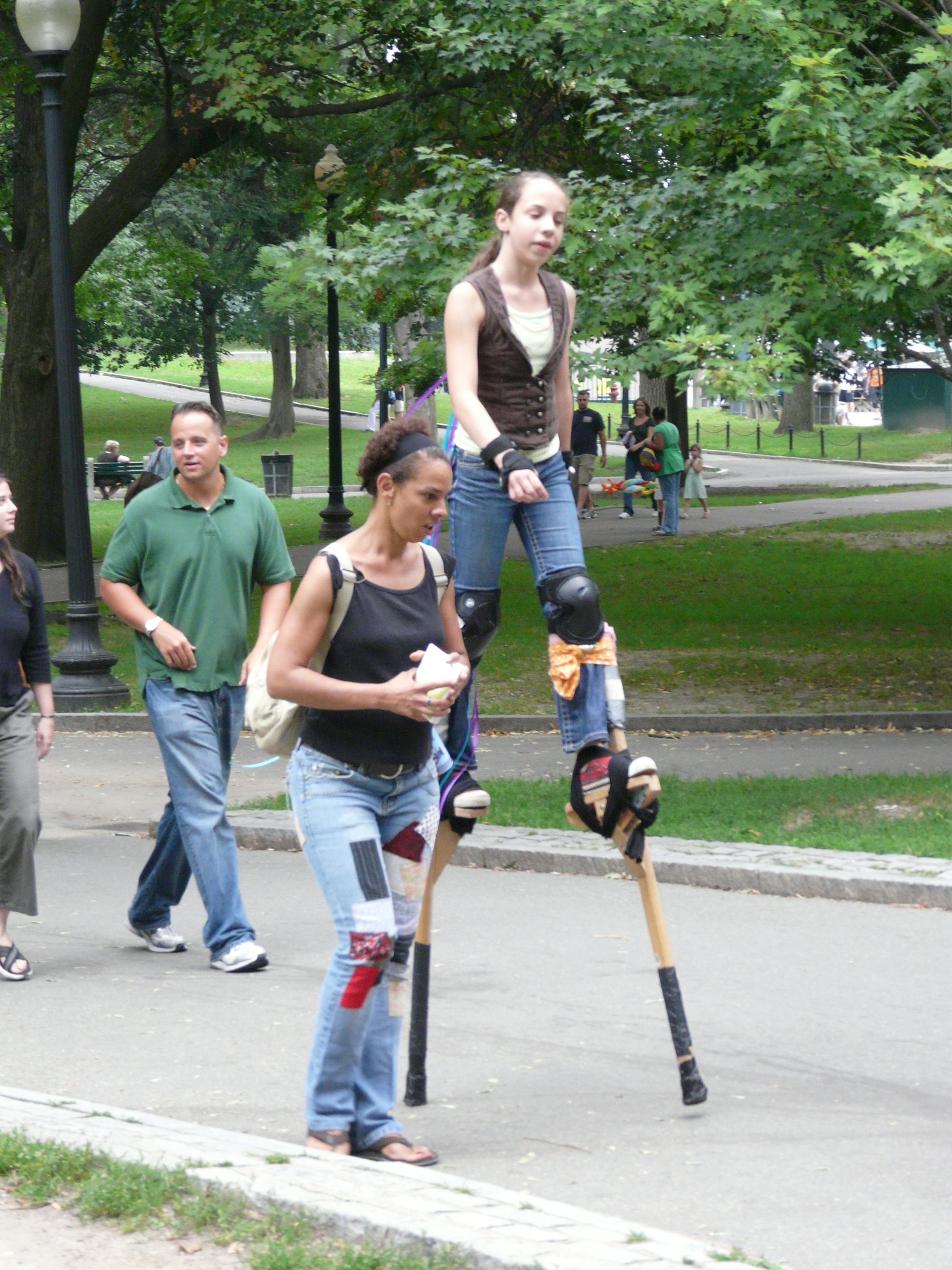
Trampoli

## Normativa
Il codice della strada dell'Austria parifica i pattinatori ai pedoni e consente l'uso di aree pedonali.
In Francia i pattini a rotelle, gli skateboard e i monopattini sono sempre consentiti negli spazi pedonali. I piccoli mezzi elettrici individuali (hoverboard, Segway, monoruota e simili) sono tollerati negli spazi pedonali, ma solo se non sussiste un divieto della municipalità e se l'andatura rispetta criteri di prudenza.
In Belgio è stata attuata un'ampia campagna di sensibilizzazione per un comportamento dei giovani pattinatori nel rispetto delle norme del codice della strada, che prevedono la possibilità di usare spazi pedonali, percorsi ad uso promiscuo di pedoni e biciclette, sedi stradali residenziali a basso traffico dove siano consentite attività ludiche (indicate con apposito segnale).
Nei Pesi Bassi i pattinatori sono parificati ai pedoni in quanto a norme di comportamento e spazi consentiti.
In Germania sia il codice nazionale della strada (StraßenVerkehrsOrdnung StVO) che le sentenze della Corte di Giustizia (BundesGerichtsHofes BGH) concordano sulla equiparazione dei pattinatori ai pedoni da cui consegue il diritto dei pattinatori di utilizzare liberamente tutti gli spazi pedonali ma adeguandosi alle norme dei pedoni. In particolare gli utilizzatori di pattini hanno l'obbligo di non invadere o utilizzare la sede stradale. In casi specifici possono però esservi spazi stradali consentiti ai pattinatori, indicati dal segnale n. 1020-13 che raffigura una persona con pattini. Analogo trattamento vale per gli skateboard e i monopattini a propulsione muscolare: secondo l'art. 24 dell'StVO tutti questi sono classificabili come "mezzi speciali di trasporto" come si dà per i pattini.
I Segway hanno ottenuto dal 2009 l'approvazione alla circolazione come "mezzi elettronici di ausilio alla mobilità". Possono circolare sulle piste ciclabili (capillarmente diffuse in Germania), mai sui marciapiedi, mentre sulla strada solo in caso di assenza di ciclabile. Altri dispositivi di ultima generazione possono ricadere in una di queste due principali categorie di mezzi, ma potrebbero anche non avere le caratteristiche per nessuna delle due, ed essere di fatto banditi da ogni tipo di utilizzo su spazi pubblici.

### In Italia
Il codice della strada italiano introduce il termine "acceleratore di andatura" due volte, con riferimento alle norme comportamentali dei pedoni.

In dettaglio si legge, nell'articolo 190 comma 8:
e nell'articolo 190 comma 9:
Nei due casi è ripetuta la dizione "tavole, pattini od altri acceleratori di andatura", lasciando intendere che le tavole (sottinteso a rotelle, ossia skateboard) e i pattini (sottinteso pattini a rotelle) sono acceleratori di andatura, mentre altre tipologie di mezzi ricadranno o no in tale gruppo per ragionevole estrapolazione di questi due esempi.
Nel Codice non compaiono altri riferimenti agli acceleratori di andatura, né viene fornita una loro definizione che possa sciogliere dubbi interpretativi.

#### Classificazione e disposizioni istituzionali
La locuzione "acceleratore di andatura" pare preludere alla creazione di una categoria logica a sé stante e aggiuntiva rispetto alla suddivisione dei mezzi di trasporto elencati nell'art. 47 del Codice, ma potrebbe più semplicemente sottintendere tutti i mezzi anomali capaci di far guadagnare velocità che non posseggono requisiti per essere qualificati altrimenti. Gli art. 47 e 59 in realtà già considerano l'esistenza di una categoria di veicoli con caratteristiche atipiche, ossia che non rientrano nella normale casistica: un 'limbo' da cui il Ministero delle Infrastrutture e dei Trasporti può eventualmente farli uscire riqualificandoli, caso per caso, all'interno di una delle categorie usuali. Gli acceleratori di andatura comprendono tutt'al più i mezzi per i quali non è nemmeno ipotizzabile che tale riqualificazione avvenga.

Un acceleratore di andatura non può quindi essere un veicolo usuale né un velocipede (comunemente detto bicicletta). Tali mezzi sono definiti altrove nel Codice, e devono possedere precise caratteristiche.
Sulla base dei due esempi del Codice si può ragionevolmente estendere l'inclusione ad altri mezzi quali monopattino, tripattino, trampoli, monociclo, Heelys (scarpe con rotella sotto al tallone), skiroll (sci da fondo a rotelle), wave board (tavola a due ruote), snakeboard (tavola articolata), jumpers (scarpe con suola elastica), jumping stilts (trampoli a molla), orbit wheels (pattini monoruota), lunicycle (monociclo senza sellino), e ogni altro dispositivo che consenta ad un individuo di raggiungere un'andatura più spedita rispetto alla consueta locomozione bipede. Peraltro il termine andrebbe più razionalmente ampliato indicandolo come modificatore di andatura, giacché vi sono dispositivi come il Pedalo e il pogo che non consentono un'andatura più rapida del camminare, ma possono costituire ugual intralcio e pericolo per i normali pedoni. Il Codice vieta infatti la circolazione con tavole e pattini in ragione dei rischi e delle conseguenze insiti nel loro uso (pericolosità per altri pedoni), che possono essere sì in relazione alla velocità ma non solo ad essa.
Pur non essendo esplicitato si ritiene che gli acceleratori di andatura vadano intesi come dispositivi ad azionamento muscolare (quindi non elettrici / autoalimentati) e individuali (ossia usufruibili da una singola persona per volta). In realtà, nelle more del Codice della strada - che esclude dalla qualifica di veicoli solo le macchine per uso di bambini e le macchine per uso di invalidi (art. 46) - si fa riferimento al Regolamento UE 168/2013 che elenca dei criteri per l'esonero dalla qualifica di veicoli: ossia quelli condotti da pedoni, i veicoli autobilanciati, quelli con velocità massima inferiore a 6 km/h, quelli sprovvisti di posti a sedere, quelli per disabili, ecc.
Il Regolamento europeo manca però di indicare se e quali di queste condizioni vadano contemporaneamente rispettate, o se il verificarsi di una sola di esse sia sufficiente per l'esonero. Evidentemente un mezzo per invalidi non sarà né autobilanciato né sprovvisto di posto a sedere, da cui si evincerebbe che l'applicabilità dell'esonero già scatta con il rispetto di una sola clausola. Il Regolamento europeo prescrive l'omologazione per i mezzi con un minimo di due ruote, perciò i monoruota elettrici (come solowheel, ninebot one, inmotion,...) non sono qualificabili come veicoli.
Secondo l'interpretazione corrente italiana il criterio prioritario per valutare se un mezzo elettrico sia o no un veicolo (con relativo obbligo di essere omologato e assicurato, e ammesso che la sua regolarizzazione sia possibile) è invece e solo quello della velocità superiore a 6 km/h, ossia la prima delle condizioni indicate del Regolamento europeo; se la velocità è minore esso parrebbe assimilarsi ad un acceleratore di andatura, seppur non ad azionamento muscolare.

Alcuni modelli di hoverboard/balboard (contrazione dell'inglese balance board, letteralmente "tavola a bilanciamento", reso in lingua italiana con scooter elettrico autobilanciato) sono dotati di un limitatore di velocità massima a 6 km/h. In tal caso, finché utilizzati in spazi pubblici col limitatore inserito, non sono di fatto veicoli e non necessitano di omologazione. Per la stessa ragione l'esonero dallo status di veicolo vale per il Segway, modello Personal Transporter.
Inoltre per l'uso dei monopattini elettrici occorre avere obbligatoriamente la luce anteriore (bianca), luce posteriore (rossa) tutte e due fisse, dei catarifrangenti sui lati, un segnalatore acustico e il limitatore di velocità per le zone a 6km/h. E poi nelle ore notturne è obbligatorio utilizzare un giubbotto catarifrangente o simili. Non è obbligatoria la protezione, quindi caschi o altri accessori. Non è obbligatorio l'assicurazione. E solo i maggiorenni possono usare questi tipi di veicoli, a meno che il minorenne sia in possesso di patente AM.
Va notato come l'informazione sulla classificazione e gli usi consentiti di questi mezzi sia frammentata, carente e datata. Viene spesso richiamata la circolare ministeriale del Dipartimento Trasporti Terrestri di Roma n. 300/A/1/46049/104/5 che a sua volta fa riferimento al D. M. 31 gennaio 2003 di recepimento della Direttiva 2002/24/CE. Ma la Direttiva 2002/24/CE è stata abrogata dal Regolamento UE 168/2013 già discusso, in vigore in tutti gli stati membri da gennaio 2016. In caso di contrasto tra il D. M. e il Regolamento va applicato quest'ultimo. Quindi è inutile citare oggi una Direttiva non più in essere. La circolare in questione si limita inoltre a considerare i soli microciclomotori elettrici concludendo che essi rientrano tra i veicoli e non tra gli acceleratori di andatura.

#### Deroghe
Le carenze dell'articolo 190, e più in generale del corpus in toto del codice della strada in relazione ai mezzi di locomozione "anomali" oggi esistenti, si riflettono in una interpretazione confusa della materia. Secondo una possibile lettura a livello istituzionale, tali mezzi quando dotati di propulsione elettrica (tra i quali gli hoverboard a due ruote e il monociclo autobilanciato) non rientrano nella categoria degli acceleratori di andatura, e se dotati di velocità limitata non sono nemmeno qualificabili come veicoli, il che farebbe decadere l'applicabilità dei due commi dell'articolo 190 con conseguente libertà di circolare con essi sugli spazi riservati ai pedoni, come già è concesso ai Segway.
Per quanto riguarda il Segway vi è una nota del Ministero dei Trasporti, Dipartimento per i Trasporti Terrestri, in risposta ad interrogazione di Segway Italia, che ne esclude la classificazione tra gli acceleratori di andatura (poiché trattasi di mezzo non funzionante a propulsione esclusivamente muscolare), e ne permette l'uso sugli spazi pedonali; la dichiarata "non rilevanza" del comma 9 dell'art. 190 deriva da tale esclusione. Non vi è la pericolosità paventata al comma 9 per non applicabilità del comma 9 al Segway. Di fatto, in virtù del bilanciamento elettrico attivo, questo mezzo ha basso rischio di sinistri e spazi di arresto ridotti, ma pur sempre simili a quelli dei pattini in linea (che sono invece sottoposti al comma 9).
Un successivo progetto di legge del 2012, mai arrivato ad approvazione, proponeva però, pur rammentando la nota del Ministero dei Trasporti del 2007, che la (supposta) equiparazione ai pedoni venisse eliminata e che tali mezzi venissero assimilati alle biciclette.
Diverso è invece il trattamento riservato ai monopattini elettrici secondo la comunicazione del Ministero dell'Interno del 10 luglio 2003 poiché trattasi di "acceleratori di velocità... e come tali esclusi dalla possibilità di essere utilizzati... sul marciapiede, in questo caso solo se tale uso possa creare situazioni di pericolo per gli altri pedoni". Va notato come la locuzione "in questo caso solo se" è una deroga al divieto, condizionata al non sussistere di pericolo.
Nei due casi — del Segway e dei monopattini elettrici — le istituzioni approdano a conclusioni analoghe (ossia possibilità di circolazione sugli spazi pedonali qualora si rispettino criteri di sicurezza) ma con un diverso percorso logico, diversa classificazione dei due dispositivi e motivazioni diverse. L'interpretazione del comma 9 "vietato usare... acceleratori di andatura che possano creare situazioni di pericolo" data dal Ministero assegna al "possano" una valenza misurata sull'uso (da leggersi come: "qualora possano") e non assoluta (ossia "possono sempre e comunque").

#### Concessioni alla circolazione in Italia
La regolamentazione sui mezzi di mobilità individuale non è supportata da linee guida europee. Il Comitato Petizioni del Parlamento europeo a fronte di un'interrogazione chiarisce che "l'approvazione alla circolazione [di mezzi quali scooter elettrici, skateboard / longboard, segway, monowheel e hoverboard] dev'essere stabilita a livello nazionale, e che non è compito dell'Unione europea creare un quadro armonizzato in materia".

Storicamente l'unico mezzo ecologico di mobilità individuale riconosciuto a livello europeo è la bicicletta (indicato con "velocipede" nel Codice della strada italiano). La bicicletta è definita nella cosiddetta "Convenzione di Vienna" dall'obbligo di avere pedali. Un mezzo mosso dall'uomo ma privo di pedali - ancorquando provvisto di tutte le dotazioni di sicurezza - non è qualificabile come bicicletta e non ha diritto di circolazione. Tale restrizione vale in particolare per i monopattini non elettrici. Il documento "Traffic rules and regulations for cyclists and their vehicles" dell'Unione europea cita l'ammissione in alcuni paesi di varianti o accessori per le biciclette, ma non è contemplata la mancanza di pedali.
Per le biciclette gli stati europei compresa l'Italia si sono uniformati alla Convenzione nella stesura dei loro codici della strada. In particolare in Italia il Codice definisce i velocipedi come "veicoli con due o più ruote, funzionanti a propulsione muscolare per mezzo di pedali o analoghi dispositivi..." dotati di pneumatici, freni indipendenti, campanello, luci e catadiottri. Veicoli bizzarri con surrogati dei pedali come alcuni tricicli o l'EllipticGo sarebbero, secondo il Codice italiano, pari alle biciclette e possono circolare; i bicipàttini invece no.
È con la legge 30/12/2018 n. 145
che in Italia si pongono le basi per un utilizzo regolamentato di mezzi di trasporto non convenzionali, innovativi e idonei per la mobilità personale. Il comma 102 indica tra di essi: segway, hoverboard e monopattino. Sin da questo esordio legislativo l'accento è posto su due elementi:
- concedere la circolazione ai soli mezzi contraddistinti da "propulsione prevalentemente elettrica" (testuale), dotati obbligatoriamente — come si vedrà nel seguito — di motore elettrico;
- demandare al Ministero delle infrastrutture e dei trasporti le necessarie definizioni e l'avvio di una fase attuativa di sperimentazione

Questo approccio alla micromobilità esclude da subito i mezzi ad azionamento muscolare, seppur diffusi e regolamentati in altri paesi europei. La concessione limitata unicamente alla propulsione elettrica è un riflesso del recente mercato in crescita di questi dispositivi, e di una loro penetrazione in contesti pedonali e stradali, a tal punto da polarizzare l'attenzione e legiferare solo su di essi. Peraltro sin dal 2001 le Nazioni Unite effettuavano una ricognizione su legislazioni nazionali che conteplassero nei loro codici della strada norme specifiche per gli utilizzatori di vari mezzi di trasporto individuali non elettrici,
riconoscendogli indirettamente uno status che oggi è negletto nella normativa italiana.
Il successivo decreto del Ministero infrastrutture e trasporti su "Sperimentazione della circolazione su strada di dispositivi per la micromobilità elettrica"
dà l'avvio a una fase di sperimentazione — nei comuni che vogliano aderirvi — sui "veicoli per la mobilità personale a propulsione prevalentemente elettrica".
La concessione è circoscritta ad aree individuate e segnalate dai comuni stessi e termina entro 24 mesi dall'entrata in vigore del decreto, ossia entro il 19/06/2021.
I veicoli contemplati sono esclusivamente di tipo: hoverboard, segway, monopattini e monowheel (quest'ultimo è un'aggiunta rispetto a quanto previsto in legge 145 2018).
I comuni nelle loro ordinanze devono attenersi ai dettami del decreto. Non possono decidere di estendere o limitare le tipologie di veicoli soggette a sperimentazione.
Non sono quindi ammessi kickscooter / kickbike / bicipàttino, tavole a spinta, pattini a rotelle e altri mezzi individuali ad azionamento muscolare.

Non sono nemmeno ammessi skateboard elettrici o pattini a rotelle elettrici (come ad esempio i Segway drift).
È utile sapere che in altri paesi europei gli skateboard elettrici sono talora utilizzabili e regolamentati (Belgio, Danimarca, Finlandia, Francia, Norvegia, Spagna, Svezia) oppure vietati (Germania, Grecia, Irlanda, Paesi Bassi, Polonia, Svizzera) o non considerati dalla normativa (Austria, Croazia, Repubblica ceca, Islanda, Lituania, Portogallo).

Nella locuzione "propulsione prevalentemente elettrica" del decreto, il termine "prevalentemente" ha valenza intensiva e non estensiva. I mezzi ammessi devono possedere tutti trazione elettrica, coadiuvata se necessario — ma solo marginalmente, non prevalentemente — da trazione muscolare: ad esempio monopattini, quando la batteria è in parte o del tutto scarica.
È scontato che hoverboard, segway e monowheel non possono mancare di motore: cessano di funzionare e non sono in grado di circolare senza di esso, quindi per essi la prevalenza non sussiste.
Il "prevalentemente" non sta ad indicare che la più parte del parco circolante avrà trazione elettrica, mentre una frazione più esigua potrà non averla. Il "prevalentemente" non sta neppure ad indicare che alcuni di questi mezzi potrebbero avere propulsione termica (motore a scoppio).

Nel decreto non balza evidente a primo acchito l'essenzialità della trazione elettrica, a prescindere dal fatto che essa sia concretamente utilizzata o no. Il dubbio è sciolto nel comma 3 art. 2 in cui si afferma che "i dispositivi non auto-bilanciati sono dotati di motore elettrico...". Ciò è riferito ai monopattini, l'unica tipologia non auto-bilanciata tra le quattro elencate. Le altre tre auto-bilanciate sono già per loro natura elettriche. Da cui segue che la totalità di questi mezzi è elettrica. Tutti i mezzi consentiti per la mobilità personale devono quindi avere un motore elettrico, che lo si usi o no.

Resta valido il divieto di circolazione già sancito dall'attuale Codice — su strade, ciclabili e zone pedonali (in quest'ultimo caso con l'eccezione di una modalità di circolazione che non crei situazioni di pericolo per gli altri utenti) — per monopattini, kickbike, footbike, snakeboard, skateboard, pattini a rotelle, e altri acceleratori a propulsione muscolare. Volendo si può circolare spingendo a piede un monopattino elettrico sprovvisto del pacco batterie, non si può circolare su sede stradale o su ciclabile se il monopattino è sprovvisto di motore.
Il decreto (art. 3, allegato 2) limita l'uso di monowheel e hoverboard alle sole aree pedonali, ed esclude l'uso nei percorsi ad uso promiscuo pedonali-ciclabili. Invece i monopattini e i segway sono consentiti in tutti gli ambiti di circolazione: sede stradale, piste esclusivamente ciclabili, piste promiscue pedoni-ciclabili, aree puramente pedonali.
Va sottolineato che il decreto si configura nei confronti dei mezzi elencati come deroga transitoria a quanto sancito dal Codice della strada, e si applica solo nei comuni che decidano di attuare la sperimentazione. Non viene decretata una modifica al Codice della strada.
La legge 27/12/2019 n. 160
sancisce all'art. 1 comma 75 che "I monopattini... definiti dal decreto... 4 giugno 2019... sono equiparati ai velocipedi" (biciclette), senza indicare alcuna limitazione spaziale (comuni) e temporale legata alla fase di sperimentazione. Ne consegue che i monopattini elettrici hanno possibilità di circolare dovunque possano già circolare le biciclette, in particolare le sedi stradali. Ciò non si estende ai segway, poiché non citati nella legge: questi continueranno a usare la sede stradale solo nei comuni interessati alla sperimentazione.
La legge 28/02/2020 n. 8
integra ed estende il precedente art. 1 comma 75 con l'aggiunta dei sottocommi da 75-bis a 75-septies. Esplicita quanto già sancito in precedenza, ossia che l'equiparazione tra biciclette e monopattini elettrici vale "anche al di fuori degli ambiti territoriali della sperimentazione", e pertanto su tutto il territorio nazionale. Ribadisce la distinzione tra monopattini elettrici e gli altri dispositivi che restano sottoposti ai criteri già disposti per la sperimentazione. Definisce inoltre numerosi altri aspetti inerenti al loro uso. Vieta esplicitamente l'uso di ogni altro tipo di mezzo al di fuori delle quattro tipologie elencate, autorizzandone la confisca e, in taluni casi, la distruzione.
La circolare 09/03/2020 del Ministero dell'Interno, Pubblica Sicurezza, Polizia Stradale sviluppa quanto esposto nella legge 28/02/2020 n. 8, limitandosi a trattare le casistiche dei dispositivi elettrici. Per la categoria più generale dei veicoli atipici rimanda al comma 2-bis art. 59 del Codice della Strada e alle norme europee in materia.
Alla luce di quanto legiferato e decretato sino a metà 2020, non si ha risposta agli interrogativi sulla possibilità di circolazione - su marciapiedi, aree pedonali, ciclopedonali, piste ciclabili, sedi stradali - e sulla caratterizzazione normativa dei seguenti mezzi:
- bicipattino / kickbike / kickscooter / shuffle bike / shuffle scooter non elettrico[24][25]
- skateboard elettrico[34]
- skateboard a spinta
- pattini in linea e tradizionali[35]

In assenza di specifici provvedimenti tali mezzi restano genericamente classificati come acceleratori di andatura.

#### Sanzioni
In Italia, gli utilizzatori di acceleratori di andatura o di altri dispositivi di mobilità personale non classificabili come veicoli possono venir sanzionati nel caso utilizzino la carreggiata, le corsie riservate ai velocipedi, o gli spazi riservati ai pedoni creando pericolo.
Le circolari interpretative ministeriali sopra citate sentenziano però diversamente riguardo agli spazi pedonali e si allineano a quanto disposto in altri paesi europei, dove gli skater e i pattinatori sono assimilati ai pedoni.

#### Spazi d'uso consentiti
Un'interpretazione restrittiva dell'art. 190 porterebbe a concludere che gli acceleratori di andatura possono essere utilizzati senza rischio di sanzioni solo all'interno delle proprietà private o di spazi appositamente riservati.
Dato che la banchina non viene nominata nell'articolo citato, si potrebbe dedurre che è ammessa la circolazione degli acceleratori sulle banchine delle carreggiate, dove presenti. Tale possibilità risulta comunque marginale e non scevra di pericoli per chi volesse usufruirne.

Poiché più in generale il Codice affronta il (non) consenso alla circolazione in maniera sottrattiva - ossia indicando le due tipologie di luoghi dove è vietata - resta aperto l'interrogativo se altri luoghi pubblici possano considerarsi accettabili per l'uso di acceleratori di andatura. Un elenco non esaustivo di possibili luoghi può comprendere: piazze, piazzali, banchine di porti preclusi alla circolazione stradale ma non riservati ai solo pedoni; vialetti di giardini pubblici asfaltati e dove sia consentito il transito pedonale e con biciclette; terminali di parcheggio, ossia zone dove non vi è transito "passante" di autoveicoli e dove giocoforza vi è il via-vai pedonale dei proprietari degli automezzi.

Particolare interesse per i praticanti di attività con acceleratori di andatura (ossia pattinatori e skater) rivestono i percorsi pedonali e ciclabili detti anche "pista ad uso promiscuo bici/pedoni". Si tratta di spazi prioritariamente destinati ai pedoni, ma con la possibilità di transitarvi anche in bicicletta. Tale commistione rende inoperativo, o se non altro indebolisce l'applicabilità del comma 9 dell'art. 190 (trattandosi di spazio non esclusivamente riservato ai pedoni), e ovviamente non sussiste in questo caso nemmeno l'esclusività di circolazione alle biciclette. L’accelerazione di andatura ottenibile con i più vari attrezzi è normalmente minore di quella attuabile con i velocipedi, quindi il consenso di accesso accordato a questi ultimi nei tracciati promiscui (pedoni e bici) fa ritenere che a fortiori tale accesso si estenda ad altri mezzi più lenti delle biciclette ma più veloci dei pedoni. A sostegno di questa tesi vi è un parere della Direzione generale per la sicurezza stradale, secondo cui il comma 9 dell'art. 190 non va considerato. Restano validi in ogni caso i criteri generali di sicurezza e di rispetto degli altri occupanti.
Vi è, non solo in Italia, un vuoto normativo riguardante l'insieme dei mezzi di locomozione individuale che non trovano attualmente collocazione entro le categorie prestabilite. Nell'attuale ottica europea di progressiva decarbonizzazione dei contesti urbani, da attuarsi anche attraverso un maggior ricorso a modalità di spostamento alternative e non inquinanti, andrebbe sviluppato un quadro di riferimento idoneo a valutare in maniera chiara i possibili margini di utilizzazione di tali mezzi, senza ricorrere a forzature ed escamotage.

## Segnaletica

Segnaletica di spazio stradale accessibile ai pattinatori, utilizzata in Germania